# Amerila kiellandi
Amerila kiellandi là một loài bướm đêm thuộc phân họ Arctiinae, họ Erebidae.